# Гремячая (посёлок)
Гремячая — пристанционный посёлок в Котельниковском районе Волгоградской области, в составе Пимено-Чернянского сельского поселения.
Посёлок расположен в степи примерно в 32 км северо-восточнее города Котельниково, при железнодорожной станции Гремячая Приволжской железной дороги.

## Население
| 2010 |
| ---- |
| 31   |

| 2002 |
| ---- |
| 77   |